# می‌یر
می‌یر (انگلیسی: Myer) شرکت خرده‌فروشی استرالیایی است، که در سال ۱۹۰۰ تأسیس شد.